# Hermann Weiß (Eishockeyspieler)
Hermann „Harry“ Weiß (* 17. März 1909 in Wien; † 16. Mai 1979 in Camden, Vereinigtes Königreich) war ein österreichischer Eishockeytorwart der 1920er und 1930er Jahre.

## Leben und Karriere
Weiß war Tormann beim Wiener Eislauf-Verein und im österreichischen Nationalteam bei den Olympischen Winterspielen 1928 in St. Moritz und bei den Olympischen Winterspielen 1936 in Garmisch-Partenkirchen. Das Team um Kapitän Hans Trauttenberg belegte 1936 ex aequo mit dem ungarischen Team den 7. Platz.
Er war jüdischer Abstammung und floh vor dem Nationalsozialismus Anfang 1939 nach London.

## Erfolge und Auszeichnungen
- 1927 Goldmedaille bei der Europameisterschaft
- 1930 Goldmedaille bei der Europameisterschaft
- 1931 Bronzemedaille bei der Weltmeisterschaft

Goldmedaille bei der Europameisterschaft
- 10-facher Träger des Internationalen Abzeichens des ÖEHV